# روبرت دوراند
روبرت دوراند (بالإنجليزية: Robert Durand)‏ هو سياسي أمريكي، ولد في 28 فبراير 1953. حزبياً، نشط في الحزب الديمقراطي. وقد انتخب عضو مجلس نواب ماساتشوستس.